# Hosahudya, Bagepalli
Hosahudya là một làng thuộc tehsil Bagepalli, huyện Chikkaballapur, bang Karnataka, Ấn Độ.